# 宇野みれい
宇野 みれい（うの みれい、2001年8月26日 - ）は、日本の元AV女優。2022年12月までは「東雲 みれい（しののめ みれい）」として活動していた。

## 略歴
2022年3月、S1 NO.1 STYLEの専属女優としてAVデビュー。デビュー時はフォーティーフォーマネジメント所属だった。
2022年12月23日、新たにツイッターを開設し、事務所をアローズに移籍したことと移籍に伴い「宇野みれい」に改名したことを報告。
2023年12月11日週FANZAレンタルフロアランキングにて、『AIよりシコい女体 気が弱い言いなり女学生は中年オヤジ達に飼われたロリ巨乳マン子ちゃん 宇野みれい』が2位にランクイン。
2024年7月15日週、FANZAレンタルフロアランキングにおいて『ウブ女生徒に好かれ理性なくした中年教師は親子と偽り温泉旅館に外泊、美白乳を一晩中むしゃぶり尽くした。宇野みれい』が2位を記録。
同日のFANZA通販フロアランキングにて、安達夕莉との初共演作『Gカップ同級生2人組が僕の家で勉強合宿！休憩の度にエロいことが！ 安達夕莉 宇野みれい』が初登場7位を記録。本作はロングヒットとなり、同年12月2日週、および12月9日週FANZAレンタルフロアランキングでは1位を記録した。
7月22日週FANZA動画フロアランキングにおいて2023年7月発売の『めちゃ推しに弱い！？巨乳ナースに性処理させ続けたこっそり大部屋パイズリ入院性活 宇野みれい』が5位に再ランクイン。
8月31日、同年12月でのAV女優引退を表明。引退後も表立った活動は継続する。なお、引退発表時点頃にAlpに移籍。同社解散後はフリー。2025年時点ではキャバクラ嬢として勤務。

## 人物
趣味はサウナとカフェ巡り。
好きな異性のタイプは男らしく芯があり、笑顔が可愛い優しい人。好きな芸能人は狩野英孝。
高校3年生の時に遊びに行ったある大学の学園祭で、恵比寿マスカッツのライブを見てAV女優という存在を知る。その後、キラキラした世界に憧れがあったこともあり、ノリと勢いで事務所の面接を受けてデビューに至った。
父親が隠し持っていたエロ雑誌を見たことをきっかけにエッチな事柄を知り、その後も興味を惹かれて父に隠れて何度もエロ雑誌を見ていた。中学生になると風呂で股間にシャワーを当てて初オナニーを経験し、18歳の時に2歳上の先輩と初体験をした。初めての時は「痛い」「血が出る」と周りから聞かされており、萎縮していた所があったが、いざ体験してみると「こんな感じか～」と思ったと明かしている。デビュー前の経験人数は3人。
デビューするまでAVを見たことがなかったが、デビュー後はオナニーのおかずとして視聴するようになった。
AVライターのさおりは、屈託のない笑顔で心をわしづかみにする童顔巨乳女優と紹介。「洋服を着ていると目立たないので脱いだ時のインパクトが半端ない」、「右の乳首が恥ずかしがり屋さんなのもツボで、感じてくるとピンと立つのが◎」と論評している。

## 作品
◎はBD版発売作品

### アダルトDVD / BD

#### 東雲みれい 名義
- 新人 NO.1STYLE 東雲みれい AVデビュー（3月8日、S1 NO.1 STYLE）◎
- 細くて、白くて、ちゃんと胸がある。 東雲みれいの初イキ! ぜ〜んぶ初・体・験 めちゃいき3本番（4月12日、S1 NO.1 STYLE）◎
- 笑ってはしゃいでキスして 無邪気にじゃれ合った後、ホテルでじっくりねっとり何度も何度も求め合う 朝までハメまくりデート（5月10日、S1 NO.1 STYLE）◎
- AV最高峰 S級GIRLS GROUP エスワンキャンペーン（5月27日、S1 NO.1 STYLE）◎
- 激イキ134回!痙攣4218回!イキ潮2200cc! 純白ボディ美少女エロス覚醒 はじめての大・痙・攣スペシャル（6月14日、S1 NO.1 STYLE）◎
- 交わる体液、濃密セックス 完全ノーカットスペシャル（7月12日、S1 NO.1 STYLE）◎
- 教師の僕は巨乳生徒のノーブラ誘惑に理性ふき飛び何度も彼女に吐精してしまう。（8月9日、S1 NO.1 STYLE）◎
- 可愛い、優しい、エロい。 いつでもどこでも即尺してくれる ご奉仕ランジェリーメイド（9月13日、S1 NO.1 STYLE）◎
- 照れて、惚れて、イキ止まない。 デート指令で▶拘束されたり▶痴女ってみたり! 一泊二日ヤリまくり温泉デート（10月11日、S1 NO.1 STYLE）◎
- 相部屋NTR 絶倫上司と新入社員が朝から晩まで、不倫セックスに明け暮れた出張先の夜（11月8日、S1 NO.1 STYLE）◎

- 快感に逆らえずビックンガックン絶頂アクメ 痙攣が止まらない性感オイルマッサージ（1月10日、S1 NO.1 STYLE）◎
- M男クンのお宅に‘東雲みれい’が緊急突撃! アドリブ全開で痴女っちゃうGcup小悪魔美少女の1日7発射精ドキュメント（3月14日、S1 NO.1 STYLE）◎
- 「全ては母のために…」 再婚相手の性的虐●に耐え続けた早熟おっぱい少女 東雲みれい（4月25日、S1 NO.1 STYLE）◎
- H大好き東雲みれいが30日間のハメ禁オナ禁を解禁したら… 痙攣お漏らしアへアへ! 10時間以上イキ続けるホントのケダモノ性交 東雲みれい（5月23日、S1 NO.1 STYLE）◎
- 初めてサレた快感が忘れられず電車痴●にハマってしまった女子●生の末路 東雲みれい（6月27日、S1 NO.1 STYLE）◎

#### 宇野みれい 名義
- めちゃ推しに弱い!? 巨乳ナースに性処理させ続けたこっそり大部屋パイズリ入院性活 宇野みれい（7月25日、S1 NO.1 STYLE）◎
- AIよりシコい女体 気が弱い言いなり女学生は中年オヤジ達に飼われたロリ巨乳マン子ちゃん 宇野みれい（8月22日、S1 NO.1 STYLE）◎
- 「帰れないならウチ泊まります?」 残業で終電なくなり巨乳後輩の家に行くと… あざと可愛いすっぴんとしずく型の無防備おっぱいに僕はもう… 宇野みれい（9月26日、S1 NO.1 STYLE）◎[14]
- お願いされたら断れない… おっぱい出して毎日ヌクの手伝ってくれる男の言いなり同級生 宇野みれい（10月24日、S1 NO.1 STYLE）◎
- 計15本のデカチンで純白ボディがイカされ続ける宇野みれい初! 大・乱・交（11月28日、S1 NO.1 STYLE）◎
- 童貞くんに勉強とエッチなことをカラダで教えてくれる優しい家庭教師の献身的筆おろし講習 宇野みれい（12月26日、S1 NO.1 STYLE）◎

- 可愛い顔した魔性少女がおっぱいおま●こ押し当て絶対本番OK感で男を野獣に変えちゃうエロ仕掛けメンズエステ 宇野みれい（1月30日、S1 NO.1 STYLE）◎
- 「お兄ちゃん、またモッコリしてるww」おっぱいエロ仕掛けでチ●ポ勃たせてニヤつくマセた妹に何度も射精させられちゃう 情けないザコ兄貴 宇野みれい（2月27日、S1 NO.1 STYLE）◎
- ウブ女生徒に好かれ理性なくした中年教師は親子と偽り温泉旅館に外泊、美白乳を一晩中むしゃぶり尽くした。 宇野みれい（3月26日、S1 NO.1 STYLE）◎
- お兄ちゃんを私のカラダでボッキさせたいッ 妹がまだ子供のくせにピチピチ着衣おっぱい誘惑! 宇野みれい（4月23日、S1 NO.1 STYLE）◎
- アルバイト先の真面目なアノ娘は酔うとキス魔に豹変!? 下品でエロくて朝までずっとおねだりSEX無双 宇野みれい（5月28日、S1 NO.1 STYLE）◎
- 乳首、スペンス乳腺、ミルクライン… とことん美乳開発! おっぱい性感帯で少女をイカせまくるロリ巨乳偏愛AV 宇野みれい（6月25日、S1 NO.1 STYLE）◎
- 引きこもりキモおやじのゴミ部屋に軟禁レ×プされ続けたのに… 学生の私は生まれて初めてとめどない絶頂を経験した。 宇野みれい（7月23日、S1 NO.1 STYLE）◎
- Gカップ同級生2人組が僕の家で勉強合宿! 休憩の度にエロいことが! 安達夕莉 宇野みれい（8月27日、S1 NO.1 STYLE）◎
- 幼なじみ姉妹の姉の方と付き合った僕の事を実はずっと好きだった妹が嫉妬に狂ってノーブラおっぱい誘惑 宇野みれい（9月24日、S1 NO.1 STYLE）◎
- 田舎に引っ越した少女を待っていたのは… お節介な地元オヤジ達とのねっとり濃厚な近所付き合い。（性交渉あり） 宇野みれい（10月22日、S1 NO.1 STYLE）◎
- AV史に残すべき純白美肌を4K機材撮影シズル感たっぷりエロス映像で! 美形美乳“宇野みれい”の女体オナニーアシスト（11月26日、S1 NO.1 STYLE）◎
- あてもなく家出した同級生少女に部屋を貸す代わりにおっぱいとマ●コをタダで使わせて貰った。 宇野みれい（12月24日、S1 NO.1 STYLE）◎

- 宇野みれいの全歴史29作品 最後の引退AV 完全コンプリート16時間（5月27日、S1 NO.1 STYLE）

### アダルトVR
東雲みれい 名義
- 東雲みれいとイチャイチャ密着… 脱いだら凄い色白Gcupおっぱい完全独占! 最高の距離で感じる究極同棲VR（2023年1月14日、S1 NO.1 STYLE）

宇野みれい 名義
- 僕のことが好きすぎる従順で推しに弱い彼女を拘束して白玉肌も美巨乳も貪り尽くす胸キュン服従温泉デート 宇野みれい（2023年8月8日、S1 NO.1 STYLE）
- 天井特化 × 宇野みれい × ナース 大部屋でこっそり大胆に僕にだけ…やわふわ美白乳Gcup覆い被さり騎乗位スペシャル（2023年11月26日、S1 NO.1 STYLE）
- 通り雨に打たれて…巨乳生徒の濡れ透けおっぱいに下心が爆発しラブホで何度も禁断吐精を繰り返した。（2024年4月17日、S1 NO.1 STYLE）
- 僕のメイドはツンデレが過ぎる。手招きすれば唇尖らせながら、でもどこか嬉しそうに柔らかおっぱいでご奉仕してくれる僕専属えちえち全裸性処理メイド 宇野みれい（2024年11月12日、S1 NO.1 STYLE）

### イメージDVD / BD
東雲みれい 名義
- 美乳のゆらめき 東雲みれい（2023年1月20日、メディアブランド）◎

宇野みれい 名義
- Mirei 渚のサマーアドベンチャー（2023年8月3日、REbecca）◎
- マシュマロQUEEN 宇野みれい（2023年10月20日、メディアブランド）◎
- 純愛シャングリラ 宇野みれい（2024年7月19日、メディアブランド）◎
- Mirei2 キミとボクの夏休み・宇野みれい（2024年9月5日、REbecca）◎

### 写真集
宇野みれい 名義
- MIREI 宇野みれい写真集（2023年7月26日、双葉社、撮影：塩原洋）ISBN 978-4-575-31812-8 [15]
- LOVE 宇野みれい写真集（2024年12月20日、竹書房、撮影：富田恭透）ISBN 978-4-8019-4295-0 [16]

### デジタル写真集
2022年
- AV最高峰 S級GIRLS GROUP エスワンキャンペーン No.1 Photo Book アイドル版（5月27日、FANZA BEAUTY COLLECTION、撮影:小林弘輔）※FANZA『S1キャンペーン2023』オリジナルフォトブック。「S1 NO.1 STYLE」専属女優30名の撮り下ろし写真を収録。FANZA限定配信。
- AV最高峰 S級GIRLS GROUP エスワンキャンペーン No.1 Photo Book S級版（6月10日、FANZA BEAUTY COLLECTION、撮影:小林弘輔）※FANZA『S1キャンペーン2023』オリジナルフォトブック。「S1 NO.1 STYLE」専属女優30名の撮り下ろし写真を収録。FANZA限定配信。

2023年
- 宇野みれい 美乳のゆらめき（12月16日、メディアプランド）
- 宇野みれい マシュマロQueen（12月16日、メディアプランド）

2024年
- 宇野みれい ミレイズム vol.1 FRIDAYデジタル写真集（8月23日、講談社、撮影：吉場正和）
- 宇野みれい ミレイズム vol.2 FRIDAYデジタル写真集（8月23日、講談社、撮影：吉場正和）
- 宇野みれい ミレイズム vol.3 オール未公開100カット超完全版 FRIDAYデジタル写真集（8月23日、講談社、撮影：吉場正和）

## 製品

### カレンダー
- 宇野みれい 2025年カレンダー（2024年10月26日、トライエックス）
- 宇野みれい 2025年卓上カレンダー（2024年10月26日、トライエックス）

## 出演

### ネット配信
- 宇野みれいお菓子作り生放送（2024年3月24日、エンタちゃん放送局）[17]

### 雑誌
- FLASH 2022年10月18・25日号（光文社） - 袋とじ「どんな顔すればいい…?」